# Namkoong Min
Đây là một tên người Triều Tiên, họ là Namkoong.
Namkoong Min hay Namgoong Min (sinh ngày 12 tháng 3 năm 1978) là một diễn viên Hàn Quốc. Anh được mệnh danh là "nam thần phản diện"  của màn ảnh Hàn nhờ các vai phản diện đẹp mà ác trong phim "The girl who sees smells" (2015) và "Remember" (2016). Vai nam chính đầu tiên của anh là một bộ phim tình cảm siêu đáng yêu ''Beautiful Gong Shim''.
Anh đã giành được Grand Prize (Daesang) đầu tiên tại Giải thưởng Phim truyền hình SBS năm 2020 cho vai chính Baek Seung Soo trong "Hot Stove League"

## Phim

### Phim truyền hình
| Năm  | Tiêu đề                                         | Vai trò                       | Kênh      |
| ---- | ----------------------------------------------- | ----------------------------- | --------- |
| 2002 | Dae Bak Family                                  | Namgoong Min                  | SBS       |
| 2003 | Rose Fence                                      | Han Dong Hyun                 | KBS2      |
| 2003 | Drama City "To William"                         | Yoon Joon Ho                  | KBS2      |
| 2003 | Wedding Story "My Love My Oppa"                 | Sung Soo                      | KBS2      |
| 2003 | Pearl Necklace                                  | Hwang Joon Ho                 | KBS2      |
| 2003 | HDTV Literature "Mould Flower"                  | Ki Hoon                       | KBS1      |
| 2004 | Drama City "After Love"                         | Eun Jae                       | KBS2      |
| 2004 | My Lovely Family                                | Ahn Jin Gook                  | KBS1      |
| 2005 | My Rosy Life                                    | Dr. Ji Bak Sa                 | KBS2      |
| 2006 | One Fine Day                                    | Kang Dong Ha                  | MBC       |
| 2010 | Becoming a Billionaire                          | Chu Woon Seok                 | KBS2      |
| 2011 | Can You Hear My Heart ?                         | Jang Joon Ha/Bong Ma Roo      | MBC       |
| 2012 | Drama Special "Still Picture"                   | Kim Hyun Soo                  | KBS2      |
| 2012 | Cheongdam-dong Alice                            | So In Chan (cameo, tập 1-3)   | SBS       |
| 2013 | Hur Jun, the Original Story                     | Yoo Do Ji                     | MBC       |
| 2013 | Unemployed Romance                              | Kim Jong Dae                  | E Channel |
| 2014 | I Need Romance 3                                | Kang Tae Yoon                 | tvN       |
| 2014 | Wild Chives and Soy Bean Soup: 12 Years Reunion | Yoo Joon Soo                  | jTBC      |
| 2014 | My Secret Hotel                                 | Jo Sung Gyeom                 | tvN       |
| 2015 | The Girl Who Sees Smells                        | Kwon Jae Hee                  | SBS       |
| 2015 | Remember                                        | Nam Gyu Man                   | SBS       |
| 2016 | Beautiful Gong Shim                             | Ahn Dan Tae                   | SBS       |
| 2016 | Doctors                                         | Nam Ba Ram (cameo, tập 13-15) | SBS       |
| 2017 | Good Maneger                                    | Kim Sung Ryung                | KBS       |
| 2017 | Man to Man                                      | Cameo                         | JTBC      |
| 2017 | Falsify                                         | Han Moo Young                 | SBS       |
| 2017 | Drama Special – "You Are Closer Than I Think"   | Cameo                         | KBS2      |
| 2018 | The Undateables                                 | Hoon Nam                      | SBS       |
| 2019 | Doctor Prisoner                                 | Na Yi Je                      | KBS2      |
| 2019 | Hot Stove League                                | Beak Seung Soo                | SBS       |
| 2020 | Awaken                                          | Do Jung Woo                   | tvN       |
| 2021 | The Veil                                        | Han Ji Hyuk                   | MBC       |
| 2022 | One Dollar Lawyer                               | Chun Ji-hoon                  | SBS TV    |
| 2023 | Taxi Driver 2                                   | Cameo (episode 9)             | SBS TV    |
| 2023 | My Dearest                                      | Lee Jang-hyun                 | MBC       |

### Phim điện ảnh
| Năm  | Tiêu đề                     | Vai trò       |
| ---- | --------------------------- | ------------- |
| 2001 | Bungee Jumping of Their Own | Kim Sung Chul |
| 2002 | Bad Guy                     | Hyun Soo      |
| 2006 | A Dirty Carnival            | Min Ho        |
| 2007 | Beautiful Sunday            | Min Woo       |
| 2017 | Lost In The Moonlight       | Kiều Bắc      |
| 2017 | Part-time Spy               | Min Seok      |

### Chương trình thực tế
| Năm       | Tiêu đề                   | Kênh          | Ghi chú                   |
| --------- | ------------------------- | ------------- | ------------------------- |
| 2004-2005 | Music Bank                | KBS2          | Host                      |
| 2014      | We Got Married Mùa 4      | MBC           | với Hong Jin-young        |
| 2016      | Saturday Night Live Korea | tvN           | Host                      |
| 2016      | Happy Together            | KBS           | Guest ep 439              |
| 2016      | Singing Battle - Victory  | KBS           | MC                        |
| 2017      | Life Bar                  | tvN           | Guest ep 41               |
| 2017      | Happy Together            | KBS           | Guest ep                  |
| 2017      | KBS Drama Awards 2017     | KBS           | Host                      |
| 2019      | I Live Alone              | MBC           | Guest ep 298-299, 322-323 |
| 2019      | Knowing Bros              | JTBC          | Guest ep 182              |
| 2019      | Happy Together            | KBS           | Guest ep 23 ss4           |
| 2020      | I-Land                    | CJ E&M & Mnet | Main storyteller          |
| 2021      | My Little Old Boy         | SBS           | Special Host ep 229       |
| 2021      | I Live Alone              | MBC           | Guest ep 413              |

### Music video
| Năm  | Ca khúc    | Ca sĩ          |
| ---- | ---------- | -------------- |
| 2014 | "Cheer Up" | Hong Jin-young |
| 2016 | "Sketch"   | Hyomin         |

## Giải thưởng và đề cử
| Giải thưởng                        | Năm  | Hạng mục                                                 | Tác phẩm                                        | Kết quả   |
| ---------------------------------- | ---- | -------------------------------------------------------- | ----------------------------------------------- | --------- |
| APAN Star Awards                   | 2016 | Excellence Award, Actor in a Miniseries                  | Remember: War of the Son                        | Đoạt giải |
| APAN Star Awards                   | 2021 | Top Excellent Actor in a Miniseries                      | Hot Stove League                                | Đề cử     |
| APAN Star Awards                   | 2021 | Popular Star Award, Actor                                | Hot Stove League                                | Đề cử     |
| Asia Artist Awards                 | 2016 | Best Celebrity Award, Actor                              | Remember: War of the Son                        | Đoạt giải |
| Asia Artist Awards                 | 2017 | Best Artist Award, Actor                                 | Good Manager                                    | Đoạt giải |
| Baeksang Arts Awards               | 2016 | Best Actor – Television                                  | Remember: War of the Son                        | Đề cử     |
| Baeksang Arts Awards               | 2017 | Best Actor – Television                                  | Good Manager                                    | Đề cử     |
| Baeksang Arts Awards               | 2020 | Best Actor – Television                                  | Hot Stove League                                | Đề cử     |
| Baeksang Arts Awards               | 2024 | Best Actor – Television                                  | My Dearest                                      | Đoạt giải |
| 33rd Grimae Awards                 | 2020 | Best Actor                                               | Hot Stove League                                | Đoạt giải |
| KBS Drama Awards                   | 2003 | Best Actor in a One-Act/Special Drama                    | To William                                      | Đoạt giải |
| KBS Drama Awards                   | 2003 | Best New Actor                                           | Pearl Necklace                                  | Đề cử     |
| KBS Drama Awards                   | 2005 | Popularity Award                                         | My Rosy Life                                    | Đoạt giải |
| KBS Drama Awards                   | 2012 | Best Actor in a One-Act/Special Drama                    | Still Picture                                   | Đề cử     |
| KBS Drama Awards                   | 2017 | Top Excellence Award, Actor                              | Good Manager                                    | Đoạt giải |
| KBS Drama Awards                   | 2017 | Excellence Award, Actor in a Mid-length Drama            | Good Manager                                    | Đề cử     |
| KBS Drama Awards                   | 2017 | Best Couple Award                                        | Namgoong Min & Lee Jun Ho(Good Manager)         | Đoạt giải |
| KBS Drama Awards                   | 2019 | Top Excellence Award, Actor                              | Doctor Prisoner                                 | Đề cử     |
| KBS Drama Awards                   | 2019 | Excellence Award, Actor in a Miniseries                  | Doctor Prisoner                                 | Đề cử     |
| 33rd Korea PD Awards               | 2021 | Best Actor                                               | Hot Stove League                                | Đoạt giải |
| MBC Drama Awards                   | 2011 | Excellence Award, Actor in a Miniseries                  | Can You Hear My Heart                           | Đề cử     |
| MBC Drama Awards                   | 2013 | Excellence Award, Actor in a Serial Drama                | Hur Jun, the Original Story                     | Đề cử     |
| MBC Drama Awards                   | 2021 | Grand Prize (Daesang)                                    | The Veil                                        | Đoạt giải |
| MBC Entertainment Awards           | 2014 | New Star Of The Year                                     | We Got Married                                  | Đoạt giải |
| SBS Drama Awards                   | 2015 | Special Award, Actor in a Miniseries                     | The Girl Who Sees Smells                        | Đoạt giải |
| SBS Drama Awards                   | 2016 | Top 10 Stars                                             | Remember, Beautiful Gong Shim                   | Đoạt giải |
| SBS Drama Awards                   | 2016 | Top Excellence Award (Actor, Rom-Com)                    | Beautiful Gong Shim                             | Đoạt giải |
| SBS Drama Awards                   | 2016 | Best Couple Awards                                       | Namgoong Min & Bang Min Ah(Beautiful Gong Shim) | Đề cử     |
| SBS Drama Awards                   | 2017 | Top Excellence Award, Actor in a Monday–Tuesday Drama    | Falsify                                         | Đoạt giải |
| SBS Drama Awards                   | 2020 | Grand Prize (Daesang)                                    | Hot Stove League                                | Đoạt giải |
| SBS Drama Awards                   | 2020 | Top Excellence Award, Actor in a Miniseries Action Drama | Hot Stove League                                | Đề cử     |
| KBS Entertainment Awards           | 2016 | Best entertainer                                         | Singing Battle(TVshow)                          | Đoạt giải |
| KMTV Music Star Contest            | 1999 | VJ Grand Prize                                           |                                                 | Đoạt giải |
| Korea Drama Awards                 | 2017 | Top Excellence Award, Actor                              | Good Manager                                    | Đề cử     |
| Korean Broadcasting Awards         | 2017 | Best Actor                                               | Good Manager                                    | Đoạt giải |
| Korean Popular Culture Arts Awards | 2017 | Minister of Culture, Sports and Tourism Commendation     | Good Manager                                    | Đoạt giải |
| The Seoul Awards                   | 2017 | Best Actor                                               | Good Manager                                    | Đề cử     |